# Liste der Teilnehmer an den Koalitionsverhandlungen zwischen CDU/CSU und SPD 2018

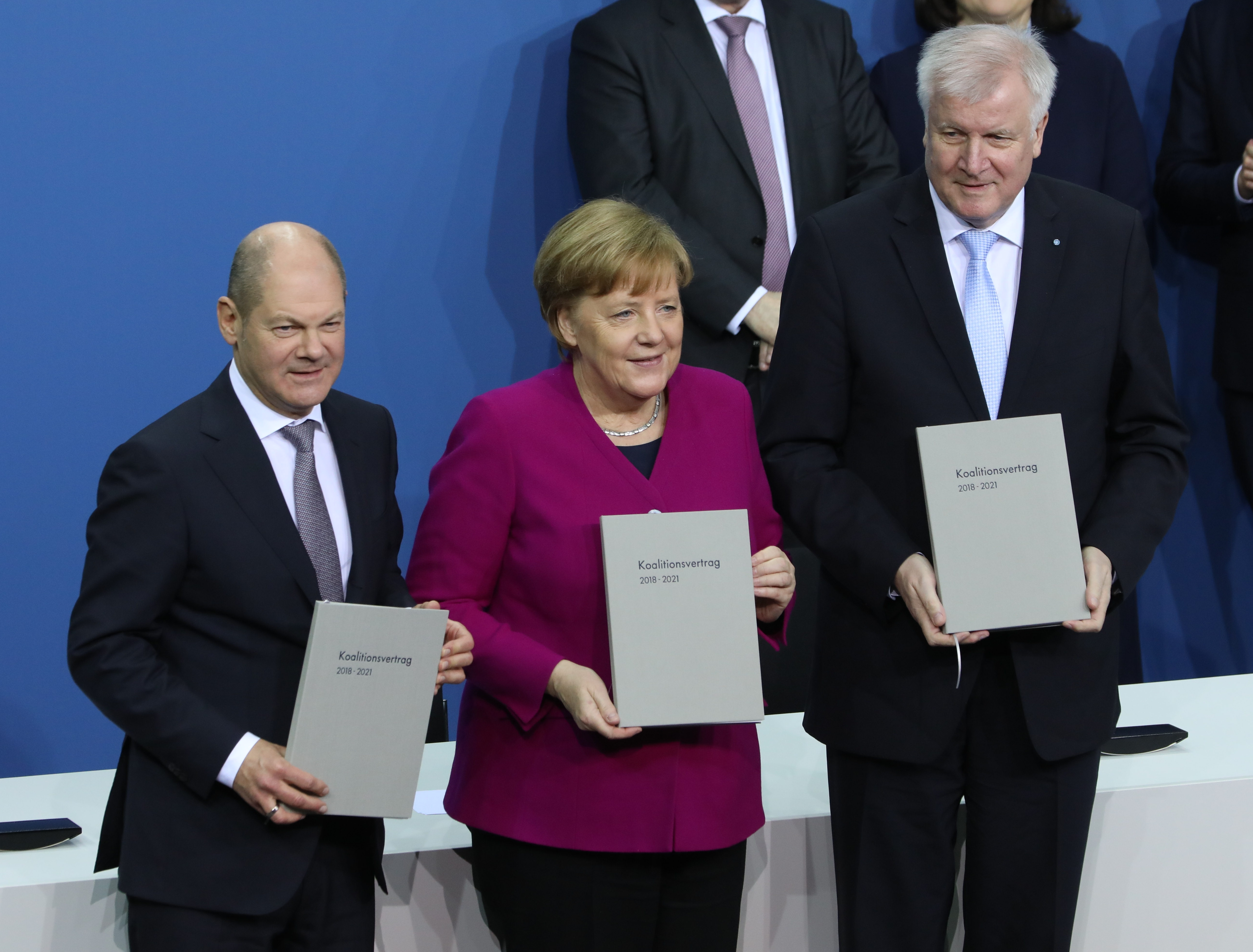
Unterzeichnung des Koalitionsvertrages der 19. Wahlperiode des Deutschen Bundestages am 12. März 2018 in Berlin.

Die Liste der Teilnehmer an den Koalitionsverhandlungen zwischen CDU/CSU und SPD 2018 listet die Personen auf, die an den nach der Bundestagswahl 2017 stattfindenden Koalitionsverhandlungen zwischen den Unionsparteien und der SPD teilnahmen.
Am 28. Januar 2018 begannen die Verhandlungen, welche zur Bildung einer Großen Koalition (Kabinett Merkel IV) führen sollen. Die genannten Tätigkeiten als parlamentarische Staatssekretäre beziehen sich auf die 18. Legislaturperiode des Deutschen Bundestages.

## Dreier-Runde
- Angela Merkel, CDU-Vorsitzende und geschäftsführende Bundeskanzlerin
- Horst Seehofer, CSU-Vorsitzender und Bayerischer Ministerpräsident
- Martin Schulz, SPD-Vorsitzender

## Kleine Runde

### CDU
- Angela Merkel, CDU-Vorsitzende und geschäftsführende Bundeskanzlerin
- Volker Kauder, Vorsitzender der CDU/CSU-Bundestagsfraktion
- Peter Altmaier, geschäftsführender Bundesminister für besondere Aufgaben, Chef des Bundeskanzleramtes und komm. Bundesminister der Finanzen
- Volker Bouffier, Ministerpräsident von Hessen, Chef der hessischen CDU und stellvertretender CDU-Bundesvorsitzender
- Michael Grosse-Brömer, erster Parlamentarischer Geschäftsführer der CDU/CSU-Bundestagsfraktion

### CSU
- Horst Seehofer, CSU-Vorsitzender und Bayerischer Ministerpräsident
- Alexander Dobrindt, Vorsitzender der CSU-Landesgruppe im Deutschen Bundestag
- Andreas Scheuer, Generalsekretär der CSU
- Markus Blume, Vize-Generalsekretär der CSU

### SPD
- Martin Schulz, SPD-Vorsitzender
- Andrea Nahles, Vorsitzende der SPD-Bundestagsfraktion
- Lars Klingbeil, Generalsekretär der SPD
- Malu Dreyer, Ministerpräsidentin von Rheinland-Pfalz und stellvertretende SPD-Vorsitzende
- Manuela Schwesig, Ministerpräsidentin von Mecklenburg-Vorpommern und stellvertretende SPD-Vorsitzende
- Olaf Scholz, Erster Bürgermeister von Hamburg, Chef der SPD Hamburg und stellvertretender SPD-Vorsitzender

## Große Runde

### CDU
- Angela Merkel, CDU-Vorsitzende und geschäftsführende Bundeskanzlerin
- Volker Kauder, Vorsitzender der CDU/CSU-Bundestagsfraktion
- Peter Altmaier, geschäftsführender Bundesminister für besondere Aufgaben, Chef des Bundeskanzleramtes und komm. Bundesminister der Finanzen
- Volker Bouffier, Ministerpräsident von Hessen, Chef der hessischen CDU und stellvertretender CDU-Bundesvorsitzender
- Michael Grosse-Brömer, erster Parlamentarischer Geschäftsführer der CDU/CSU-Bundestagsfraktion
- Bernd Althusmann MdL, Landesvorsitzender der CDU in Niedersachsen
- Helge Braun MdB, Staatsminister
- Ralph Brinkhaus MdB, stellvertretender Vorsitzender der CDU/CSU-Bundestagsfraktion
- Daniel Caspary MdEP, Vorsitzender der CDU/CSU-Gruppe im Europäischen Parlament
- Gitta Connemann MdB, stellvertretende Vorsitzende der CDU/CSU-Bundestagsfraktion
- Hermann Gröhe MdB, Mitglied des CDU-Bundesvorstandes, Bundesminister
- Monika Grütters MdB, Mitglied des CDU-Präsidiums, Staatsministerin
- Daniel Günther MdL, beratendes Mitglied des CDU-Präsidiums, Ministerpräsident
- Stephan Harbarth MdB, stellvertretender Vorsitzender der CDU/CSU-Bundestagsfraktion
- Reiner Haseloff MdL, beratendes Mitglied des CDU-Präsidiums, Ministerpräsident
- Christian Hirte MdB, stellvertretender Vorsitzender der CDU/CSU-Bundestagsfraktion
- Julia Klöckner MdL, stellvertretende CDU-Vorsitzende
- Vincent Kokert MdL, Landesvorsitzender der CDU Mecklenburg-Vorpommern
- Annegret Kramp-Karrenbauer MdL, Mitglied des CDU-Präsidiums, Ministerpräsidentin
- Michael Kretschmer, beratendes Mitglied des CDU-Präsidiums, Ministerpräsident
- Armin Laschet MdL, stellvertretender CDU-Vorsitzender, Ministerpräsident
- Karl-Josef Laumann, Mitglied des CDU-Präsidiums
- Katja Leikert MdB, stellvertretende Vorsitzende der CDU/CSU-Bundestagsfraktion
- Ursula von der Leyen MdB, stellvertretende CDU-Vorsitzende, Bundesministerin
- Carsten Linnemann MdB, Mitglied des CDU-Bundesvorstandes
- Thomas de Maizière MdB, Mitglied des CDU-Präsidiums, Bundesminister
- Nadine Schön MdB, stellvertretende Vorsitzende der CDU/CSU-Bundestagsfraktion
- Jens Spahn MdB, Mitglied des CDU-Präsidiums, Parl. Staatssekretär
- Thomas Strobl, stellvertretender CDU-Vorsitzender
- Arnold Vaatz MdB, stellvertretender Vorsitzender der CDU/CSU-Bundestagsfraktion
- Johann Wadephul MdB, stellvertretender Vorsitzender der CDU/CSU-Bundestagsfraktion
- Sabine Weiss MdB, Mitglied des CDU-Bundesvorstandes
- Annette Widmann-Mauz MdB, Mitglied des CDU-Bundesvorstandes, Parl. Staatssekretärin

### SPD
- Martin Schulz, SPD-Vorsitzender
- Andrea Nahles, Vorsitzender der SPD-Bundestagsfraktion
- Lars Klingbeil, Generalsekretär der SPD
- Carsten Schneider, Erster Parlamentarischer Geschäftsführer der SPD-Bundestagsfraktion
- Malu Dreyer, Ministerpräsidentin von Rheinland-Pfalz und stellvertretende SPD-Vorsitzende
- Natascha Kohnen, Landesvorsitzende der BayernSPD und stellvertretende SPD-Vorsitzende
- Thorsten Schäfer-Gümbel, Landesvorsitzender der SPD Hessen und stellvertretender SPD-Vorsitzende
- Olaf Scholz, Erster Bürgermeister von Hamburg, Chef der SPD Hamburg und stellvertretender SPD-Vorsitzender
- Manuela Schwesig, Ministerpräsidentin von Mecklenburg-Vorpommern und stellvertretende SPD-Vorsitzende
- Ralf Stegner,  Vorsitzender der SPD-Fraktion im schleswig-holsteinischen Landtag und stellvertretender SPD-Vorsitzender
- Stephan Weil, Ministerpräsident von Niedersachsen und Vorsitzender der SPD Niedersachsen
- Anke Rehlinger, saarländische Wirtschaftsministerin
- Michael Groschek, Vorsitzender der SPD NRW
- Katarina Barley, geschäftsführende Bundesministerin für Familie, Senioren, Frauen und Jugend und komm. Bundesministerin für Arbeit und Soziales
- Sigmar Gabriel, geschäftsführender Bundesaußenminister
- Barbara Hendricks, geschäftsführende Bundesministerin für Umwelt
- Heiko Maas, geschäftsführender Bundesjustizminister
- Aydan Özoğuz, Staatsministerin bei der Bundeskanzlerin
- Brigitte Zypries, geschäftsführende Bundesministerin für Wirtschaft und Energie
- Martin Dulig, Sächsischer Staatsminister für Wirtschaft, Arbeit und Verkehr und Vorsitzender der SPD Sachsen
- Udo Bullmann, MEP und Verantwortlicher des Parteivorstandes für die Europäische Union
- Dietmar Nietan, MdB und Bundesschatzmeister der SPD
- Eva Högl, MdB
- Leni Breymaier, MdB und Vorsitzende der SPD Baden-Württemberg
- Christine Lambrecht, MdB
- Katja Mast, MdB
- Hubertus Heil, MdB und Mitglied des SPD-Parteivorstandes
- Matthias Miersch, MdB und Mitglied des SPD-Parteivorstandes
- Klara Geywitz, MdL Brandenburg und Mitglied des SPD-Parteivorstandes
- Svenja Schulze, Generalsekretärin der SPD NRW
- Doris Ahnen, rheinland-pfälzische Landesministerin für Finanzen
- Katja Pähle, Vorsitzende der SPD-Landtagsfraktion Sachsen-Anhalt
- Carsten Sieling, Präsident des Senats und Bürgermeister der Freien Hansestadt Bremen
- Dietmar Woidke, Ministerpräsident von Brandenburg und Vorsitzenden der SPD Brandenburg
- Michael Müller, Regierender Bürgermeister von Berlin und Vorsitzender der SPD Berlin

## Steuerungsgruppe

### CDU
- Peter Altmaier, geschäftsführender Bundesminister für besondere Aufgaben, Chef des Bundeskanzleramtes und komm. Bundesminister der Finanzen
- Helge Braun, Staatsminister bei der Bundeskanzlerin
- Michael Grosse-Brömer, erster Parlamentarischer Geschäftsführer der CDU/CSU-Bundestagsfraktion

### CSU
- Andreas Scheuer, Generalsekretär der CSU
- Stefan Müller, parlamentarischer Geschäftsführer der CSU-Landesgruppe

### SPD
- Lars Klingbeil, Generalsekretär der SPD
- Carsten Schneider, Erster Parlamentarischer Geschäftsführer der SPD-Bundestagsfraktion

## Arbeitsgruppen
Es wurden 18 Arbeitsgruppen gebildet. Die Leitung obliegt den Chefverhandler jeder Partei.

### Europa
Chefverhandler: Peter Altmaier (CDU), Alexander Dobrindt (CSU), Martin Schulz (SPD)

#### Weitere Mitglieder

##### CDU
- Daniel Caspary
- Gunther Krichbaum
- Michael Stübgen
- David McAllister
- Lucia Puttrich

##### CSU
- Manfred Weber
- Florian Hahn
- Beate Merk

##### SPD
- Achim Post (Co-Vors.), MdB und Generalsekretär der Sozialdemokratischen Partei Europas (SPE)
- Jens Geier (Co-Vors.), MEP und Vorsitzender der deutschen Gruppe innerhalb der Fraktion
- Sylvia-Yvonne Kaufmann
- Constanze Krehl
- Christine Lambrecht
- Jo Leinen

### Wirtschaft und Bürokratieabbau
Chefverhandler: Thomas Strobl (CDU), Alexander Dobrindt (CSU), Brigitte Zypries (SPD)

#### Weitere Mitglieder

##### CDU
- Joachim Pfeiffer
- Mathias Middelberg
- Nicole Hoffmeister-Kraut
- Mike Mohring
- Rüdiger Kruse

##### CSU
- Peter Ramsauer
- Andreas Lenz
- Karl Holmeier

##### SPD
- Dietmar Woidke (Co-Vors.), Ministerpräsident von Brandenburg und Vorsitzenden der SPD Brandenburg
- Martin Dulig
- Matthias Machnig
- Sabine Poschmann
- Rolf Bösinger

### Verkehr und Infrastruktur
Chefverhandler: Daniel Günther (CDU), Alexander Dobrindt (CSU), Sören Bartol (SPD)

#### Weitere Mitglieder

##### CDU
- Arnold Vaatz
- Steffen Bilger
- Patrick Schnieder
- Enak Ferlemann
- Oliver Wittke

##### CSU
- Ulrich Lange
- Daniela Ludwig
- Karl Holmeier

##### SPD
- Alexander Schweitzer (Co-Vors.), Vorsitzender der SPD-Fraktion im rheinland-pfälzischen Landtag
- Andreas Rieckhof
- Anke Rehlinger
- Kirsten Lühmann
- Kathrin Schneider
- Martin Burkert

### Arbeit, Soziales und Rente
Chefverhandler: Karl-Josef Laumann (CDU), Stephan Stracke (CSU), Andrea Nahles (SPD)

#### Weitere Mitglieder

##### CDU
- Carsten Linnemann
- Sabine Weiss
- Peter Weiß
- Ralf Brauksiepe
- Manfred Grund

##### SPD
- Carsten Sieling (Co-Vors.), Präsident des Senats und Bürgermeister der Freien Hansestadt Bremen
- Sabine Bätzing-Lichtenthäler
- Kerstin Tack
- Anette Kramme
- Gabriele Lösekrug-Möller
- Kerstin Griese

### Familien, Frauen, Jugend und Senioren, inklusive Demokratieförderung
Chefverhandler: Annegret Kramp-Karrenbauer (CDU), Angelika Niebler (CSU), Katarina Barley (SPD)

#### Weitere Mitglieder

##### CDU
- Marcus Weinberg
- Nadine Schön
- Otto Wulff
- Paul Ziemiak
- Annegret Kramp-Karrenbauer

##### CSU
- Emilia Müller
- Paul Lehrieder
- Silke Launert

##### SPD
- Katja Mast (Co-Vors.), MdB
- Sönke Rix
- Caren Marks
- Melanie Leonhard
- Elke Ferner

### Bildung und Forschung
Chefverhandler: Michael Kretschmer (CDU), Stephan Müller (CSU), Manuela Schwesig (SPD)

#### Weitere Mitglieder

##### CDU
- Ralf Alexander Lorz
- Stefan Kaufmann
- Thomas Rachel
- Karin Prien
- Tankred Schipanski

##### CSU
- Ludwig Spaenle
- Albert Rupprecht
- Wolfgang Stefinger

##### SPD
- Hubertus Heil (Co-Vors.), MdB
- Svenja Schulze
- Oliver Kaczmarek
- Eva Quante-Brandt
- Ties Rabe
- Ernst Dieter Rossmann

### Digitales
Chefverhandler: Helge Braun (CDU), Dorothee Bär (CSU), Lars Klingbeil (SPD)

#### Weitere Mitglieder

##### CDU
- Nadine Schön
- Thomas Jarzombek
- Jens Koeppen
- Thomas Heilmann
- Jörg Müller-Lietzkow, Inhaber des Lehrstuhls für Medienökonomie und Medienmanagement an der Universität Paderborn und Sprecher des CDU-nahen netzpolitischen Vereins cnetz

##### CSU
- Hansjörg Durz
- Reinhard Brandl
- Hans-Peter Friedrich, Bundesinnenminister a. D.

##### SPD
- Heike Raab (Co-Vors.), Staatssekretärin für Bundes- und Europaangelegenheiten Rheinland-Pfalz
- Björn Böhning
- Saskia Esken
- Jens Zimmermann
- Martin Rosemann
- Laura Krause und Henning Tillmann für den SPD-nahen netzpolitischen Verein D64

### Gesundheit und Pflege
Chefverhandler: Hermann Gröhe (CDU), Georg Nüßlein (CSU), Malu Dreyer (SPD)

#### Weitere Mitglieder

##### CDU
- Hermann Gröhe
- Stefan Grüttner
- Karin Maag
- Rudolf Henke
- Dietrich Monstadt
- Erwin Rüddel

##### CSU
- Melanie Huml
- Barbara Stamm
- Emmi Zeulner
- Erich Irlstorfer

##### SPD
- Karl Lauterbach (Co-Vors.), MdB
- Cornelia Prüfer-Storcks
- Carola Reimann
- Boris Velter
- Stefanie Drese

### Finanzen und Steuern
Chefverhandler: Peter Altmaier (CDU), Andreas Scheuer (CSU), Olaf Scholz (SPD)

#### Weitere Mitglieder

##### CDU
- Ralph Brinkhaus
- Eckhardt Rehberg
- Antje Tillmann
- Thomas Schäfer
- Christian von Stetten

##### CSU
- Hans Michelbach
- Alois Karl
- Alexander Radwan

##### SPD
- Christine Lambrecht (Co-Vors.), MdB
- Mathias Brodkorb
- Lothar Binding
- Johannes Kahrs
- Doris Ahnen

### Innen, Recht und Verbraucherschutz
Chefverhandler: Thomas de Maizière (CDU), Stephan Mayer (CSU), Heiko Maas (SPD)

#### Weitere Mitglieder

##### CDU
- Stephan Harbarth
- Günter Krings
- Elisabeth Winkelmeier-Becker
- Lorenz Caffier
- Peter Beuth
- Mechthild Heil

##### CSU
- Joachim Herrmann
- Winfried Bausback
- Andrea Lindholz

##### SPD
- Boris Pistorius (Co-Vors.), niedersächsischer Minister für Inneres und Sport
- Eva Högl
- Burkhard Lischka
- Sarah Ryglewski
- Ulrich Kelber
- Johannes Fechner

### Migration, Integration
Chefverhandler: Volker Bouffier (CDU), Joachim Herrmann (CSU), Ralf Stegner (SPD)

#### Weitere Mitglieder

##### CDU
- Thomas de Maizière
- Armin Schuster
- Herbert Reul
- Klaus Bouillon
- Serap Güler

##### CSU
- Andreas Scheuer
- Thomas Kreuzer
- Michael Frieser

##### SPD
- Eva Högl (Co-Vors.), MdB, und stellvertretende Vorsitzende der SPD-Bundestagsfraktion
- Aydan Özoguz
- Karamba Diaby
- Rüdiger Veit
- Susi Möbbeck
- Petra Köpping

### Wohnungsbau, Mieten, Stadtentwicklung
Chefverhandler: Bernd Althusmann (CDU), Kurt Gribl (CSU), Natascha Kohnen (SPD)

#### Weitere Mitglieder

##### CDU
- Jan-Marco Luczak, MdB
- Michael Meister
- Volkmar Vogel
- Hendrik Hoppenstedt
- Ina Scharrenbach

##### CSU
- Daniela Ludwig
- Anja Weisgerber
- Alexander Hoffmann

##### SPD
- Michael Müller (Co-Vors.), Regierender Bürgermeister von Berlin und Vorsitzender der SPD Berlin
- Dorothee Stapelfeldt
- Michael Groß / Klaus Mindrup
- Ulrich Maly
- Florian Pronold
- Frank Baranowski

### Kommunen, ländlicher Raum
Chefverhandler: Reiner Haseloff (CDU), Kurt Gribl (CSU), Michael Groschek (SPD)

#### Weitere Mitglieder

##### CDU
- Michael Grosse-Brömer
- Christian Haase
- Heike Brehmer
- Gitta Connemann
- Vincent Kokert

##### CSU
- Alois Rainer
- Florian Oßner
- Marlene Mortler

##### SPD
- Leni Breymaier (Co-Vors.), MdB und Vorsitzende der SPD Baden-Württemberg
- Bernhard Daldrup
- Frank Baranowski
- Bettina Wilhelm
- Michael Ebling
- Patrick Dahlemann

### Landwirtschaft
Chefverhandler: Julia Klöckner (CDU), Christian Schmidt (CSU), Anke Rehlinger (SPD)

#### Weitere Mitglieder

##### CDU
- Alois Gerig
- Maria Flachsbarth
- Christina Schulze-Föcking
- Peter Bleser
- Peter Jahr

##### CSU
- Helmut Brunner
- Marlene Mortler
- Artur Auernhammer

##### SPD
- Rita Hagl-Kehl (Co-Vors.), MdB
- Rainer Spiering
- Till Backhaus
- Alexander Schweitzer

### Energie, Klimaschutz, Umwelt
Chefverhandler: Armin Laschet (CDU), Georg Nüßlein (CSU), Barbara Hendricks (SPD)

#### Weitere Mitglieder

##### CDU
- Daniel Günther
- Thomas Bareiß
- Andreas Jung
- Marie-Luise Dött
- Peter Liese
- Ingo Senftleben

##### CSU
- Ilse Aigner
- Thomas Kreuzer
- Anja Weisgerber

##### SPD
- Matthias Miersch (Co-Vors.), MdB und Mitglied des SPD-Parteivorstandes
- Dietmar Nietan
- Bernd Westphal und Carsten Träger
- Albrecht Gerber und Olaf Lies
- Rita Schwarzelühr-Sutter
- Christian Pegel

### Außen, Entwicklung, Verteidigung und Menschenrechte
Chefverhandler: Ursula von der Leyen (CDU), Gerd Müller (CSU), Sigmar Gabriel (SPD)

#### Weitere Mitglieder

##### CDU
- Jürgen Hardt
- Johann Wadephul
- Henning Otte
- Norbert Röttgen
- Hans-Joachim Fuchtel
- Michael Brand

##### CSU
- Florian Hahn
- Thomas Silberhorn
- Alexander Radwan

##### SPD
- Rolf Mützenich (Co-Vors.), MdB
- Bärbel Kofler
- Niels Annen
- Gabi Weber
- Fritz Felgentreu
- Thomas Hitschler
- Michelle Müntefering

### Kunst, Kultur, Kreativwirtschaft und Medien
Chefverhandler: Monika Grütters (CDU), Dorothee Bär (CSU), Michael Roth (SPD)

#### Weitere Mitglieder

##### CDU
- Michael Grosse-Brömer
- Marco Wanderwitz
- Eckhard Pols
- Oliver Schenk
- Elisabeth Motschmann

##### CSU
- Michael Frieser
- Marcel Huber
- Markus Blume

##### SPD
- Carsten Brosda (Co-Vors.), Senator der Hamburger Behörde für Kultur und Medien
- Michelle Müntefering
- Martin Rabanus
- Tim Renner
- Babette Winter

### Arbeitsweise Regierung und Fraktionen
Chefverhandler: Volker Kauder, Michael Grosse-Brömer (CDU), Horst Seehofer, Alexander Dobrindt (CSU), Andrea Nahles, Carsten Schneider (SPD)